# Gimli

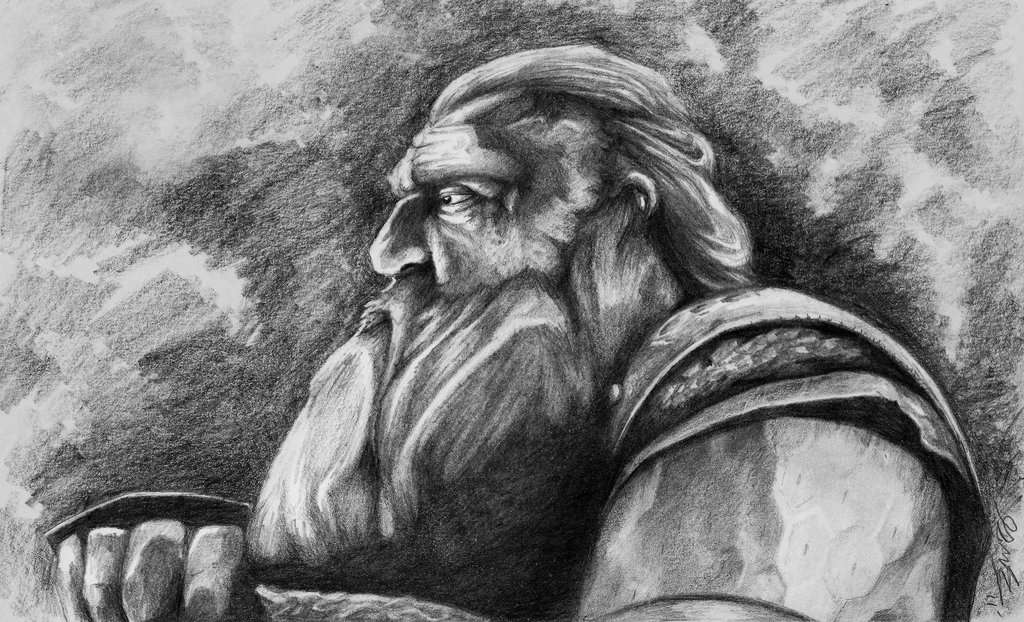
Gimli

Gimli (narozen 2879 Třetího věku) je trpaslík a jeden z členů Společenstva prstenu ve fiktivním světě J. R. R. Tolkiena, Středozemi. Náleží k Durinovu lidu a je synem Glóina, který putoval společně s Bilbem k Ereboru. Na Elrondově radě byl vybrán jako doprovod pro Froda na jeho výpravě za zničením Jednoho prstenu. Tento ctihodný a odvážný bojovník nosící sekeru jako zbraň se stal vzorem pro moderní pojetí trpaslíka ve fantasy literatuře.

## Životopis
Gimli je vzdáleným potomkem Durina Nesmrtelného, otce lidu, k němuž Gimli náleží. Je poprvé představen v Pánovi Prstenů při Elrondově radě, kam přišel spolu se svým otcem se zprávami z jejich domova, Ereboru. Byl vybrán jako zástupce trpaslíků do Společenstva prstenu, jež mělo za úkol zničit Jeden prsten.
Zpočátku byl v neustálém rozporu s elfem Legolasem, protože jejich rasy se neměly v lásce kvůli zničení Doriathu a také proto, že Legolasův otec Thranduil uvěznil Glóina spolu s ostatními trpaslíky během Bilbovy výpravy. Přesto se pomalu stávali přáteli až z nich byla téměř neodlučitelná dvojka.
Se vstupem do opuštěného dolu Durinova lidu, Morie, byl zprvu nadšený a plný optimismu, že tu najde kolonii trpaslíků vedenou jeho příbuzným Balinem, ale poté se ukázalo, že trpaslíci byli vyvražděni a důl obývají skřeti a jeskynní trolové. Při nálezu Balinova hrobu byl Gimli téměř přemožen žalem a odmítal místo opustit i při napadení skřety, takže jej Legolas musel odvést. Společenstvo pak prchalo před skřety a nakonec se dostalo z morijských dolů jen díky Gandalfovi, který se zřítil do propasti při boji s Balrogem. Poté musel Gimli spolu s ostatními do Lothlórienu, lesa obydleného elfy, kteří však nejsou k trpaslíkům přátelští. Elfové, jež je provázeli, mu chtěli jako jedinému ze Společenstva zavázat oči, což málem vedlo k hádce, kterou zachránil Aragorn, když řekl, že jestli má mít zavázané oči Gimli, budou je mít všichni.
Gimliho smýšlení o elfech dramaticky stouplo při setkání s Galadriel, vládkyní lesa. Její krása, laskavost a pochopení ho fascinovalo natolik, že na konci pobytu, kdy každý mohl požádat o nějaký dar, chtěl jen jeden z Galadrieliných stříbrozlatých vlasů. Galadriel byla jeho smělým přáním překvapena, ale vyhověla mu a dala mu hned tři. Vlasy Paní z Lesa byly považovány za jeden z divů a tvrdilo se, že se na nich zachytilo světlo Dvou stromů - a právě její vlasy prý před dávnými věky přiměly Fëanora, aby vytvořil silmarily, v nichž by bylo světlo Dvou stromů zachyceno. Několikrát prý Galadriel přemlouval, aby mu dala svůj vlas, ale ta mu nikdy nevyhověla, protože jej nikdy neměla v lásce. Že vyhověla Gimliho přání nasvědčuje, že v něm skutečně poznala přítele elfů. Tyto vlasy nechal Gimli po skončení výpravy zasadit do křišťálu a choval je navždy jako svůj největší poklad.
Po rozbití Společenstva nad Rauroským vodopádem se přidal k Legolasovi a Aragornovi, aby pronásledovali skřety, kteří unesli Smíška s Pipinem. Pro Gimliho byla cesta asi nejnáročnější protože byl ze všech tří společníků nejmenší a nebyl zvyklý na tak dlouhá pronásledování.
Gimliho láska ke Galadriel je také vidět při setkání s Éomerem, jenž se o ní špatně zmínil, protože o Lothlórienu dosud slyšel jen špatné a lživé pověsti. Gimli se ihned ohradil hrubými slovy, situace musela být opět zachráněna Aragornem.
Později prokázal svoji odvahu v bitvě o Hlásku, kde soutěžil s Legolasem o to, kdo zabije víc skřetů (Gimli zvítězil se 43, Legolas měl 42). V bitvě také zachránil život Éomerovi a postupně se z nich stali velcí přátelé.
Po bitvě byl nadšen krásou Třpytivých jeskyní Aglarondu v Helmově žlebu a přemluvil Legolase, aby slíbil, že se sem po válce vrátí. Gimli mu na oplátku slíbil, že s ním půjde do Fangornu, a obě tato místa pak skutečně navštívili, což dokazuje jejich přátelské pouto. Jejich přátelství bylo tak velké, že dokonce jezdili na jednom koni, jménem Arod, kterého jim zapůjčili Rohirové.
Spolu s Aragornem se vydal na pomoc Gondoru skrze Stezky Mrtvých. Zatímco Dúnadani překonali svůj strach, protože byli zvyklí následovat svého velitele Aragorna, a Legolas žádný strach z Mrtvých necítil, Gimli pociťoval neskutečnou hrůzu vstoupit do podzemí. Přesto Gimli cestu uskutečnil, a ačkoli se pro svůj strach cítil zahanben, překonání sebe sama bylo opravdovým hrdinstvím.
S Aragornem, Legolasem a posilami z jižních lén Gondoru tak dopluli proti proudu Anduiny do bitvy na Pelennorských polích a porazili Sauronův výpad. O několik dnů později vyrazili se zbytky gondorského vojska proti Mordoru a vybojovali velikou bitvu před jeho branami, která se nakonec obrátila ve vítězství, díky tomu, že Frodo dokonal své poslání a zničil Prsten. V bitvě byl vážně zraněn hobit Peregrin, když zabil náčelníka obrů a ten se na něj zřítil. Byl to právě trpaslík Gimli, který hobita našel, ztraceného pod mrtvými těly a blízkého smrti.
Po válce odvedl velkou část Durinova lidu do jeskyní Aglarondu v Helmově žlebu, kde založil novou trpasličí říši a stal se prvním pánem Třpytivých jeskyní. Trpaslíci pod jeho vedením pak opravovali škody způsobené během Války o Prsten, hlavně znovu postavili bránu Minas Tirith z mithrilu a oceli. Gimli se také vyznamenal při prohledávání Orthanku, kde s jeho pomocí byla nalezena Sarumanova tajná místnost s některými ukrytými poklady, mimo jiné s Elendilmirem, Hvězdou Dúnadanů, královskou čelenkou Arnoru. Elendilmir zřejmě Saruman našel na Isildurově ostatcích, když v Anduině hledal Prsten.
Gimli byl 139 let starý, když Společenstvo prstenu vyrazilo z Roklinky (o 52 let starší než Aragorn). Datum jeho smrti není známo, ale v Červené knize je napsáno, že když Aragorn roku 120 Čtvrtého věku zemřel, plavil se s Legolasem do Valinoru (na zvláštní povolení, které bylo uděleno na přímluvu Galadriel) a byl tak prvním trpaslíkem, jenž byl v Zemi neumírajících.

## Rodokmen
|       |       |       |       |        |        |        |        |        |        | Farin  |        |        |        |  |  |     |     |       |       |       |       |       |       |       |       |       |       |       |       |
|       |       |       |       |        |        |        |        |        |        |        |        |        |        |  |  |     |     |       |       |       |       |       |       |       |       |       |       |       |       |
|       |       |       |       |        |        |        |        |        |        |        |        |        |        |  |  |     |     |       |       |       |       |       |       |       |       |       |       |       |       |
|       |       |       |       |        |        |        |        |        |        |        |        |        |        |  |  |     |     |       |       |       |       |       |       |       |       |       |       |       |       |
|       |       |       |       | Fundin | Fundin | Fundin | Fundin | Fundin | Fundin |        |        |        |        |  |  |     |     | Gróin | Gróin | Gróin | Gróin | Gróin | Gróin |       |       |       |       |       |       |
|       |       |       |       | Fundin | Fundin | Fundin | Fundin | Fundin | Fundin |        |        |        |        |  |  |     |     | Gróin | Gróin | Gróin | Gróin | Gróin | Gróin |       |       |       |       |       |       |
|       |       |       |       |        |        |        |        |        |        |        |        |        |        |  |  |     |     |       |       |       |       |       |       |       |       |       |       |       |       |
|       |       |       |       |        |        |        |        |        |        |        |        |        |        |  |  |     |     |       |       |       |       |       |       |       |       |       |       |       |       |
| Balin | Balin | Balin | Balin | Balin  | Balin  |        |        | Dvalin | Dvalin | Dvalin | Dvalin | Dvalin | Dvalin |  |  | Oin | Oin | Oin   | Oin   | Oin   | Oin   |       |       | Glóin | Glóin | Glóin | Glóin | Glóin | Glóin |
| Balin | Balin | Balin | Balin | Balin  | Balin  |        |        | Dvalin | Dvalin | Dvalin | Dvalin | Dvalin | Dvalin |  |  | Oin | Oin | Oin   | Oin   | Oin   | Oin   |       |       | Glóin | Glóin | Glóin | Glóin | Glóin | Glóin |
|       |       |       |       |        |        |        |        |        |        |        |        |        |        |  |  |     |     |       |       |       |       |       |       |       |       |       |       |       |       |
|       |       |       |       |        |        |        |        |        |        |        |        |        |        |  |  |     |     |       |       |       |       |       |       |       |       |       |       |       |       |
|       |       |       |       |        |        |        |        |        |        |        |        |        |        |  |  |     |     |       |       |       |       | Gimli |       |       |       |       |       |       |       |
|       |       |       |       |        |        |        |        |        |        |        |        |        |        |  |  |     |     |       |       |       |       |       |       |       |       |       |       |       |       |

## Adaptace
Ve filmové trilogii Pán Prstenů od Petera Jacksona Gimliho ztvárnil velšský herec John Rhys-Davies. Ve filmu se jeho postava celkem věrně drží literární předlohy.